# 科羅納 (佛羅里達州)
科羅納（英語：Korona）是位於美國佛羅里達州弗萊格勒縣的一個非建制地區。該地的面積和人口皆未知。

## 地理
科羅納的座標為29°24′25″N 81°11′49″W / 29.40694°N 81.19694°W，而該地的平均海拔高度為9米（即30英尺）。